# Ready or Not
Pour les articles homonymes, voir Ready or Not (homonymie).
Singles de Fugees
Killing Me Softly
(1996) No Woman, No Cry
(1996)
Ready or Not est une chanson du groupe de hip-hop américain Fugees, issue de leur deuxième album studio, The Score (1996). La chanson contient un extrait de Boadicea (1987) de la chanteuse irlandaise Enya et son refrain est basé sur Ready or Not Here I Come (Can't Hide from Love) des Delfonics.
Ready or Not a dominé les charts en Islande et au Royaume-Uni. Au Royaume-Uni Ready or Not est devenu le deuxième titre des Fugees en tête des charts du UK Singles Chart, après Killing Me Softly; et est devenu l'une des chansons les plus vendues de 1996 dans le pays. 
Le single a été certifié Platine au Royaume-Uni et aux États-Unis. Le clip a été réalisé par le réalisateur Marcus Nispel et aurait coûté environ 1,3 million de dollars, ce qui en fait l'un des vidéoclips les plus chers de tous les temps.
En Europe, il a atteint la 44e place de l'Euro Chart 100
Ready or Not a intégré la sélection du Rock and Roll Hall of Fame des 660 « chansons qui ont façonné le rock 'n' roll » (Songs That Shaped Rock and Roll).

## Certifications
| Pays              | Certification | Unités certifiées |
| ----------------- | ------------- | ----------------- |
| États-Unis (RIAA) | Platine       | 1 000 000         |
| Royaume-Uni (BPI) | Platine       | 600 000           |